# Mahidolia mystacina
A Mahidolia mystacina a csontos halak (Osteichthyes) főosztályának a sugarasúszójú halak (Actinopterygii) osztályába, ezen belül a sügéralakúak (Perciformes) rendjébe, a gébfélék (Gobiidae) családjába és a Gobiinae alcsaládjába tartozó faj.
Nemének egyetlen faja.

## Előfordulása
A Mahidolia mystacina megtalálható az Indiai- és a Csendes-óceánban is. Előfordulási területe a mozambiki Delagoa-öböltől, egészen a Társaság-szigetekig nyúlik. Délen Ausztrália és Szamoa képezik a határt. Japánban levő jelenléte még nincs bebizonyítva.

## Megjelenése
Ez a gébféle legfeljebb 8 centiméter hosszú. Hátúszóján 7 tüske látható. Fején kék vagy barna pettyek vannak. Testén 5-6, szabálytalan, sötét, függőleges sáv húzódik. A hím elülső hátúszója és pofája meghosszabbodott.

## Életmódja
Trópusi és tengeri hal, amely azonban a brakkvízben is megél. 5-20 méteres mélységekben tartózkodik. Általában a homokos aljzatot kedveli, de a folyótorkolatok árapályos térségeibe is beúszik. Gyakran fűrészes garnélarákokkal társul, közösen osztják meg a rák által vájt üreget.

## Felhasználása
A városi akváriumok miatt, a Mahidolia mystacinának van ipari halászata.